# Dr. Martens
A Dr. Martens brit lábbeli és ruházati márka, mely a lábbelik mellett többek között különböző kiegészítőket, így cípőápoló termékeket, ruhákat és táskákat is gyárt. A vállalat Doctor Martens, Doc Martens, Docs és DMs néven is ismert. Lábbelijeik a légpárnás talpukról, alakjukról, rámán varrott felépítésükről és sárga varrásukról ismeretes.

## A cég története
Klaus Märtens orvosként szolgált a német hadseregben a második világháborúban. 1945-ben szabadsága alatt megsérült a bokája miközben a Bajor Alpokban síelt. Úgy érezte, hogy a szabványos katonai bakancsai túl kényelmetlenek a megsérült bokájának, ezért lábadozása alatt fejlesztéseket tervezett a bakancsokhoz, puha bőr felépítést és gumiabroncsokból készített légpárnás talpat. Märtens a háború után, amikor az emberek a romokban heverő településekből mentették ki az értékeket egy suszter műhelyéből bőrt vett magához. A bőrből készített magának egy pár légpárnás talpú bakancsot.

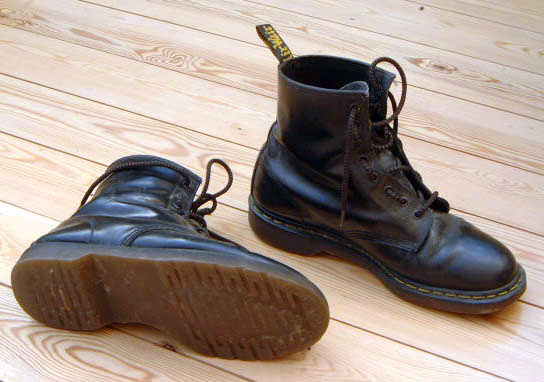
Egy pár klasszikus Dr. Martens bőrbakancs a talp körüli jellegzetes sárga varrással

Märtens nem sok sikerrel járt a lábbelijei értékesítésével, amíg 1947-ben Münchenben össze nem futott egyetemi barátjával, a luxemburgi származású Dr. Herbert Funckkal. Funckot nagy érdeklődéssel töltötte el Märtens lábbelijeinek új formaterve, így még ebben az évben üzletet alapítottak Seeshauptban, cipőik elkészítéséhez a Luftwaffe repülőterein kidobált gumianyagokat használták fel.[forrás?] A kényelmes talpú cipők nagy sikernek bizonyultak a háziasszonyok körében, a cég első évtizedének eladásainak nyolcvan százalékát a negyven év feletti asszonyok tették ki.
1952-re az eladások annyira megugrottak, hogy gyárat kellett nyitniuk Münchenben az igények kielégítésére. 1959-ben a vállalat elég naggyá nőtte ki magát ahhoz, hogy Märtens és Funck a lábbelijeik nemzetközi piacon való forgalmazásán gondolkodhatott. A brit R. Griggs Group Ltd. cipőgyártó cég szinte azonnal megvette a szabadalmi jogokat a német vállalat cipőinek egyesült királyságbeli gyártására. A Griggs angolosította a nevet, némileg átalakította a lábbelik sarkát, hogy jobban illeszkedjenek, illetve a cég védjegyévé váló sárga varrás mellett döntött, majd AirWair név alatt bejegyeztette a cipők talpát.

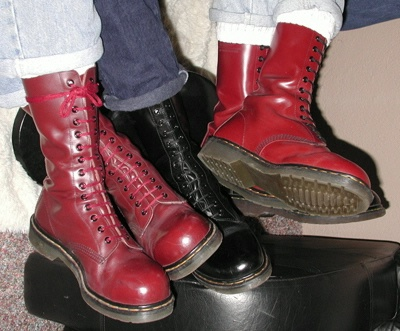
14 fűzőlyukas cseresznyepiros és fekete Dr. Martens-bakancsok

Az első Dr. Martens-bakancsok („1460”-as stílus) 1960. április 1-jén jelentek meg az Egyesült Királyságban, nyolc fűzőkarikás, ökörvér színű formatervvel. A Dr. Martens-bakancsokat a wollastoni Cobbs Lane-i gyárukban gyártották. E mellett a Northamptonshire-i terület számos lábbeligyártója kezdett licenc alapján Dr. Martens-bakancsok gyártásába, melyeknek ugyanúgy meg kellett felelniük a vállalat minőségi előírásainak. A bakancsok népszerűnek bizonyultak a munkások, így a postások, a rendőrtisztek vagy a gyármunkások között. Az 1960-as évek második felére a szkinhedek is elkezdték viselni a cég bakancsait, amik az 1980-as évek második felére már a robogósok, a punkok, az néhány új hullámos zenész, illetve számos egyéb fiatalsági szubkultúra körében is népszerűvé vált. A cég bakancsainak szkinhedek közti népszerűsége miatt a márkát gyakran az erőszakkal társították. Alexei Sayle a The Young Ones brit televíziós vígjátéksorozat egyik 1982-ben leadott epizódjában egy Dr. Martens’ Boots („A Dr. Martens bakancsai”) című dalt is énekelt.
Az 1990-es években a márka cipői és bakancsai a grunge divat megjelenésével szélesebb körben is népszerűvé váltak. 1994 novemberének végén egy hatemeletes Dr. Martens-áruházat nyitottak a londoni Covent Gardenben, ahol lábbelik mellett ételeket, öveket és órákat is árultak. Ekkoriban az R. Griggs 2700 embert foglalkoztatott, évi 170 millió fontos árbevételre számíthatott és évi 10 millió pár cipőt tudott gyártani. A Dr. Martens 1998 és 2003 között a Rushden & Diamonds FC labdarúgócsapatot is szponzorálta, a Nene Park 2001-ben átadott új főlelátóját is Airwair Standnek keresztelték el.
A 2000-es években a Dr. Martens-lábbeliket kizárólag az AirWair név alatt forgalmazták, és számos különböző stílusban, így hagyományos fekete színű bakancsok, szandálok és acélbetétes bakancsok képében is árulták őket. Az AirWair International bevétele az 1999-es 412 millió amerikai dollárról 127 millióra esett vissza 2006-ra. 2003-ban a Dr. Martens majdnem becsődölt. Ugyanezen év április 1-jén cég a visszaeső eladások nyomására felhagyott a lábbelik gyártásával az Egyesült Királyságban, és az összes gyártást áthelyezte Kínába és Thaiföldre. A döntés hatására az Egyesült Királyságban öt gyárat és két üzletet zártak be és több, mint 1000 alkalmazottat bocsátottak el. A bezárások után az R. Griggs mindössze 20 alkalmazottat foglalkoztatott a szigetországban, mindegyiket a vállalat székhelyén. 2003-ban 5 millió pár Dr. Martens-lábbelit adtak el, ami az 1990-es évek eladásainak fele.

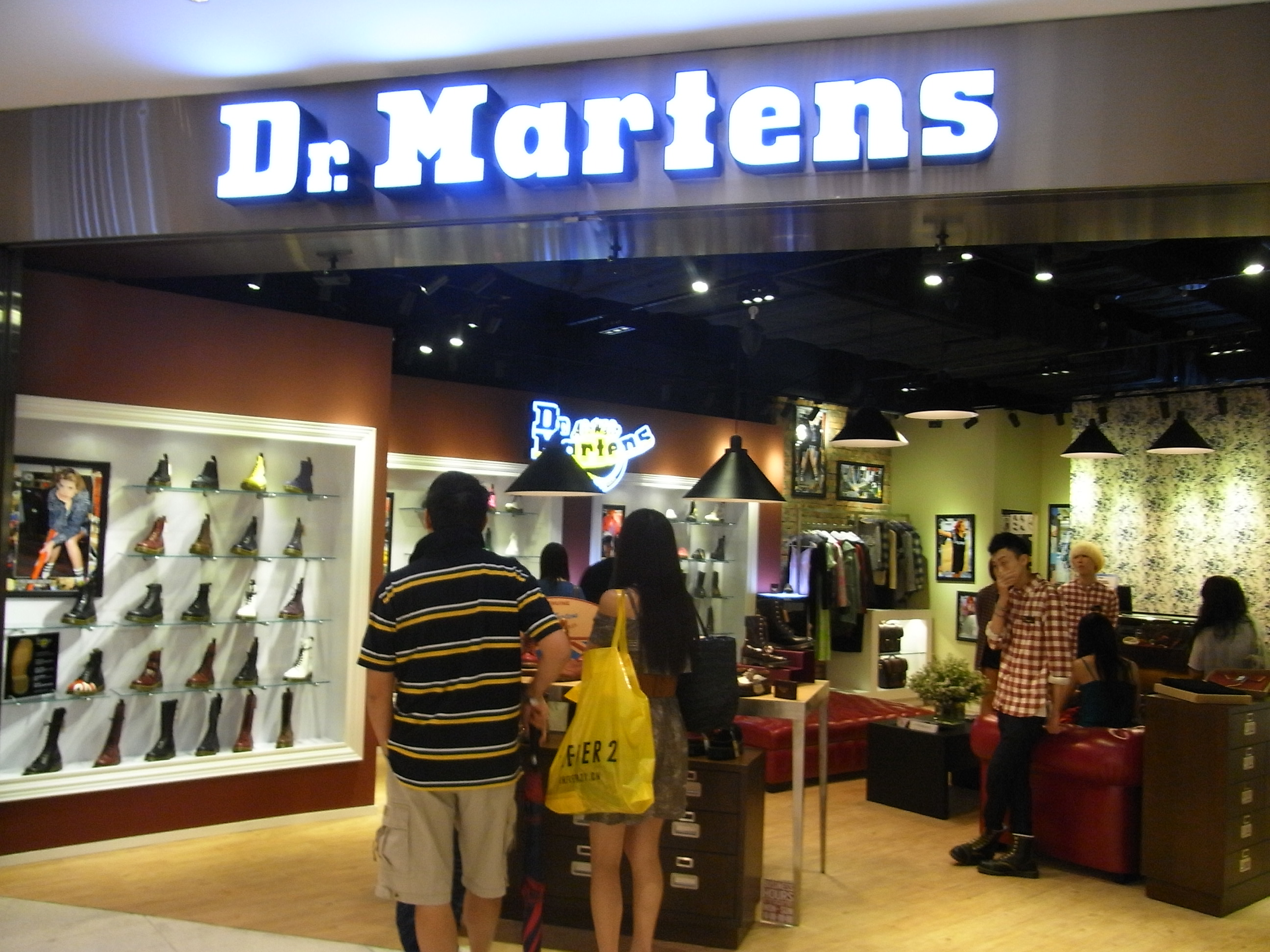
Egy hongkongi Dr. Martens-üzlet (2012)

2004-ben a Dr. Martens új cipőtermékvonalat indított a szélesebb vásárlóközönség, azok közül is elsősorban a fiatalok megragadásának érdekében. A cipők és bakancsok kényelmesebbek, könnyebben betörhetőek lettek és néhány új designelemet is tartalmaznak. 2004-ben a Dr. Martens újra elkezdett lábbeliket gyártani a Cobbs Lane-i gyárában. Ezek a termékek a „vintage” vonalba tartoznak, melyet az eredeti specifikációk alapján gyártanak. Ezek eladásai azonban alulmaradnak az Ázsiában gyártott társaikhoz képest, 2010-ben körülbelül napi 50 pár bakancsot gyártottak az angliai gyárban. 2005-ben az R. Griggs megkapta az Institute for Turnaround (IRT) díját a sikeres átszervezés megvalósítása miatt.
A Dr. Martens nemzetközi eladásai erős növekedésnek indultak a 2010-es években, 2012-ben a vállalat a nyolcadik leggyorsabban növekedő brit cég volt. 1960 és 2010 között több, mint 100 millió pár Dr. Martens-lábbelit adtak el, a cég 2010-ben 250 különböző lábbelimodellt árult. Az R. Griggs 2009 és 2011 között 14 új Dr. Martens-üzletet nyitott az Egyesült Királyságban, az Egyesült Államokban és Hongkongban, illetve 2011-ben elindította a ruházati termékvonalát is.
2013 októberében a Permira magánbefektetési társaság 300 millió fontért felvásárolta az R. Griggs Group Limitedet, a Dr. Martens márka tulajdonosát.
A cég 2021-ben tőzsdére ment, részvényeit a Londoni Értéktőzsdén jegyzik, a "DOCS" jel alatt.

## Galéria

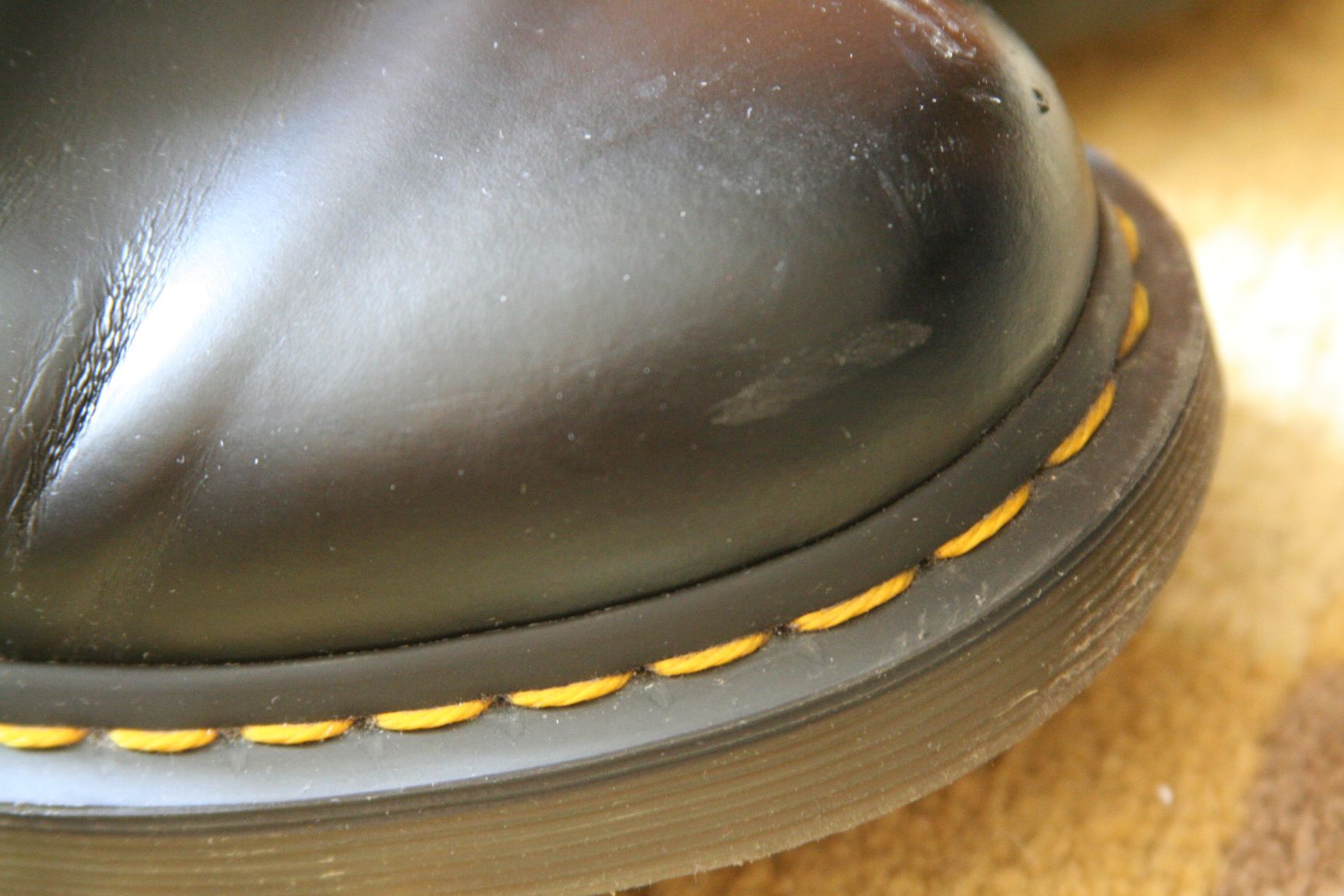
A Dr. Martens-lábbelik jellegzetes sárga varrása
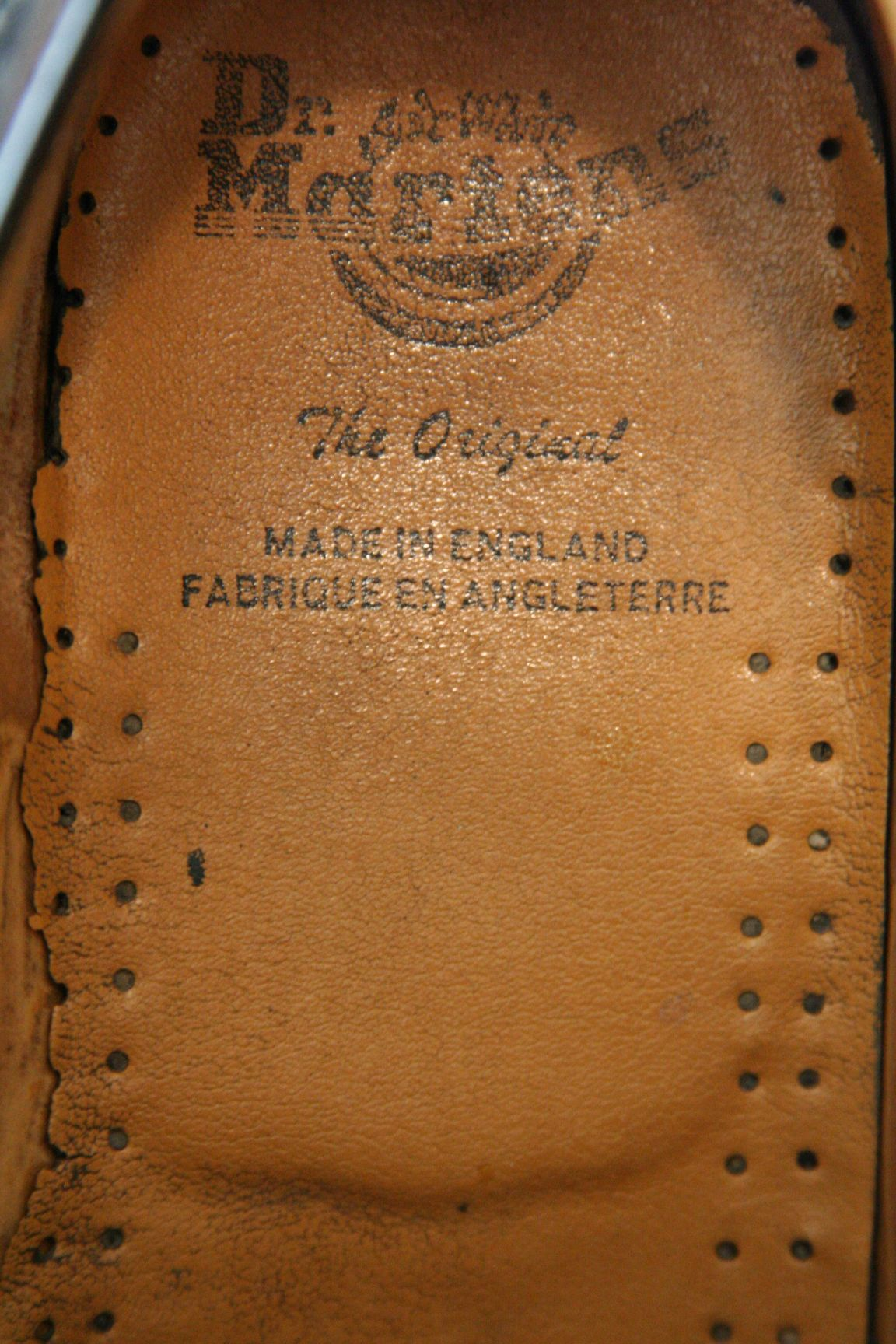
Egy 2003 előtt, Angliában gyártott Dr. Martens belseje
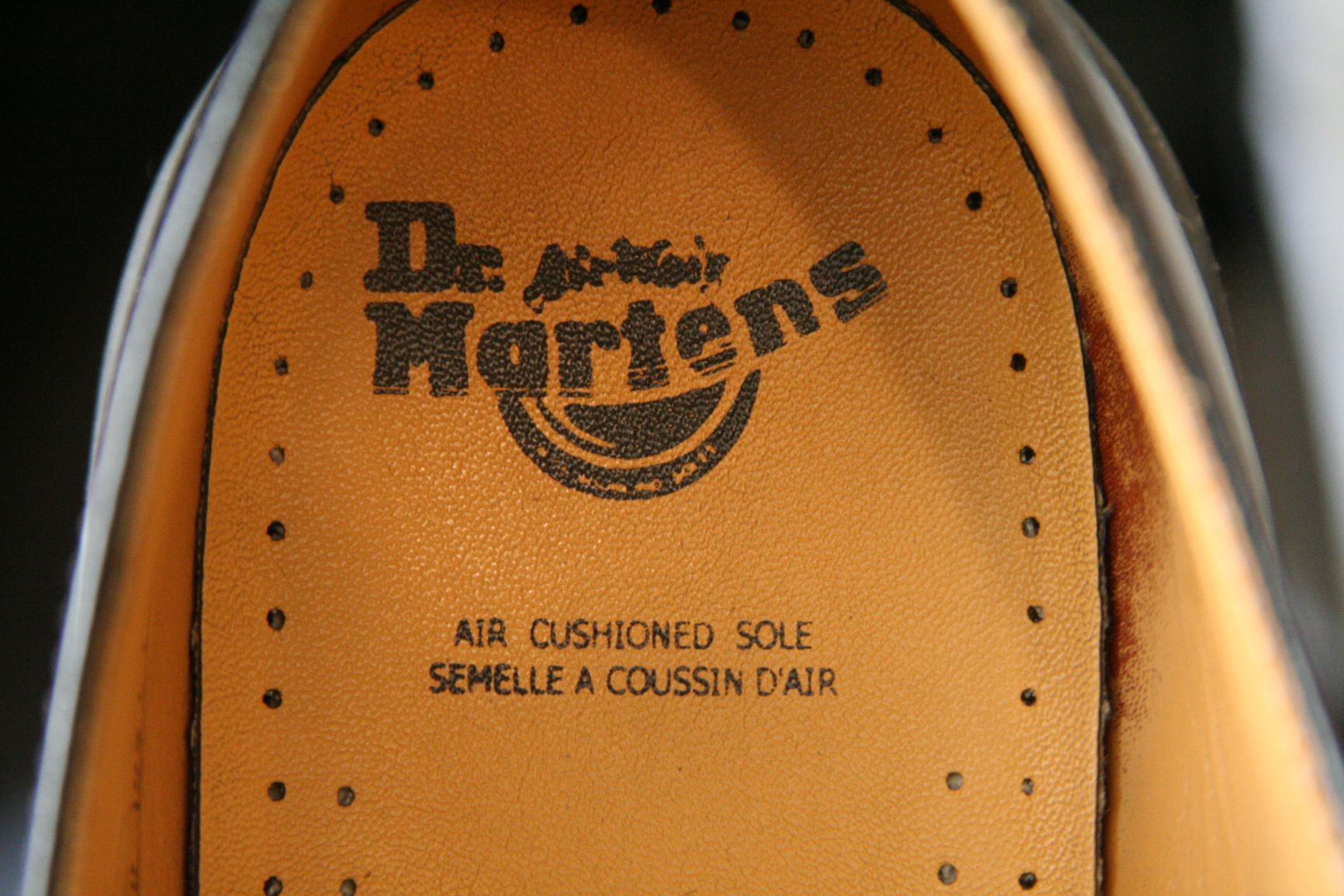
Egy 2003 után, Thaiföldön gyártott Dr. Martens belseje
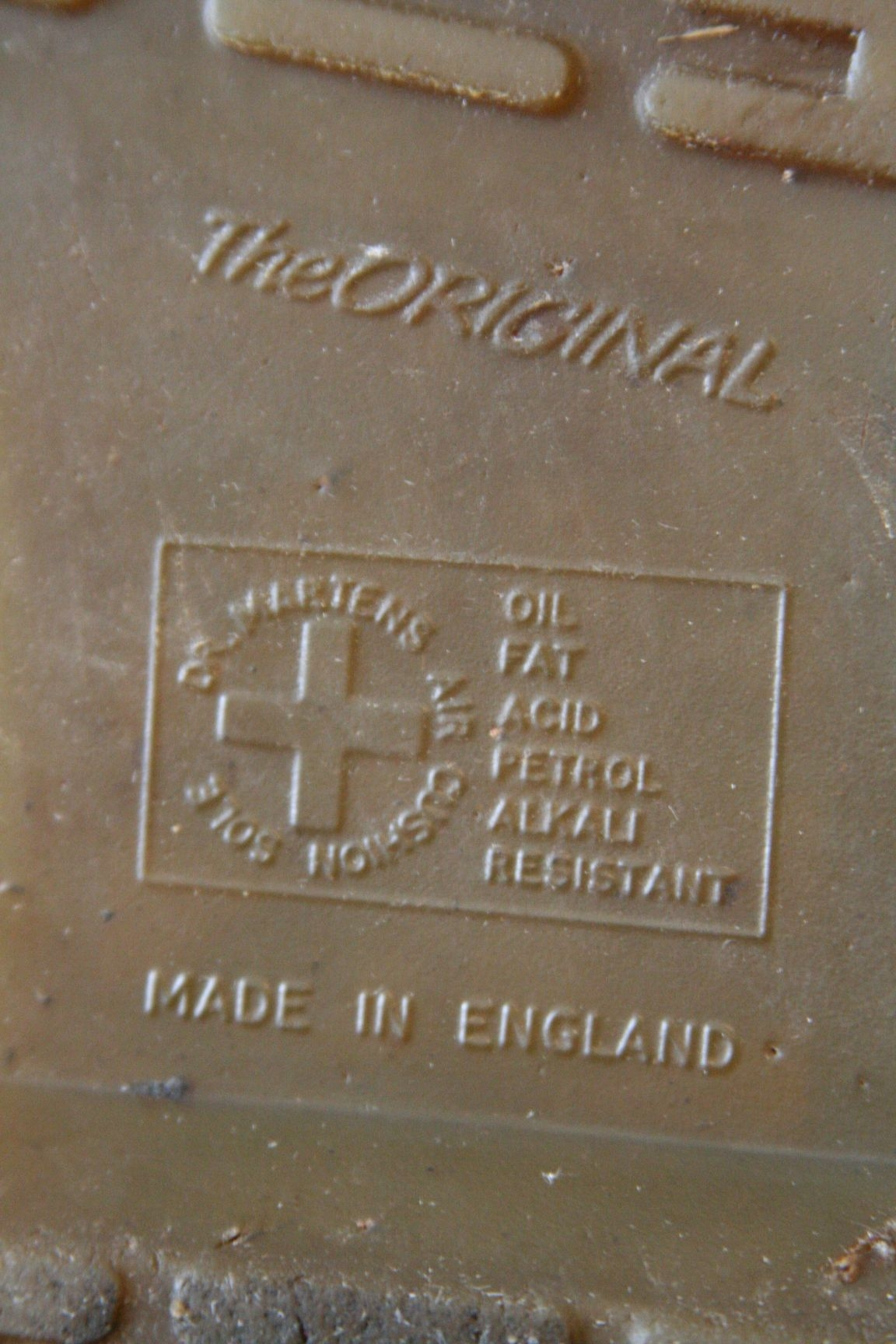
Egy 2003 előtt, Angliában gyártott Dr. Martens talpa
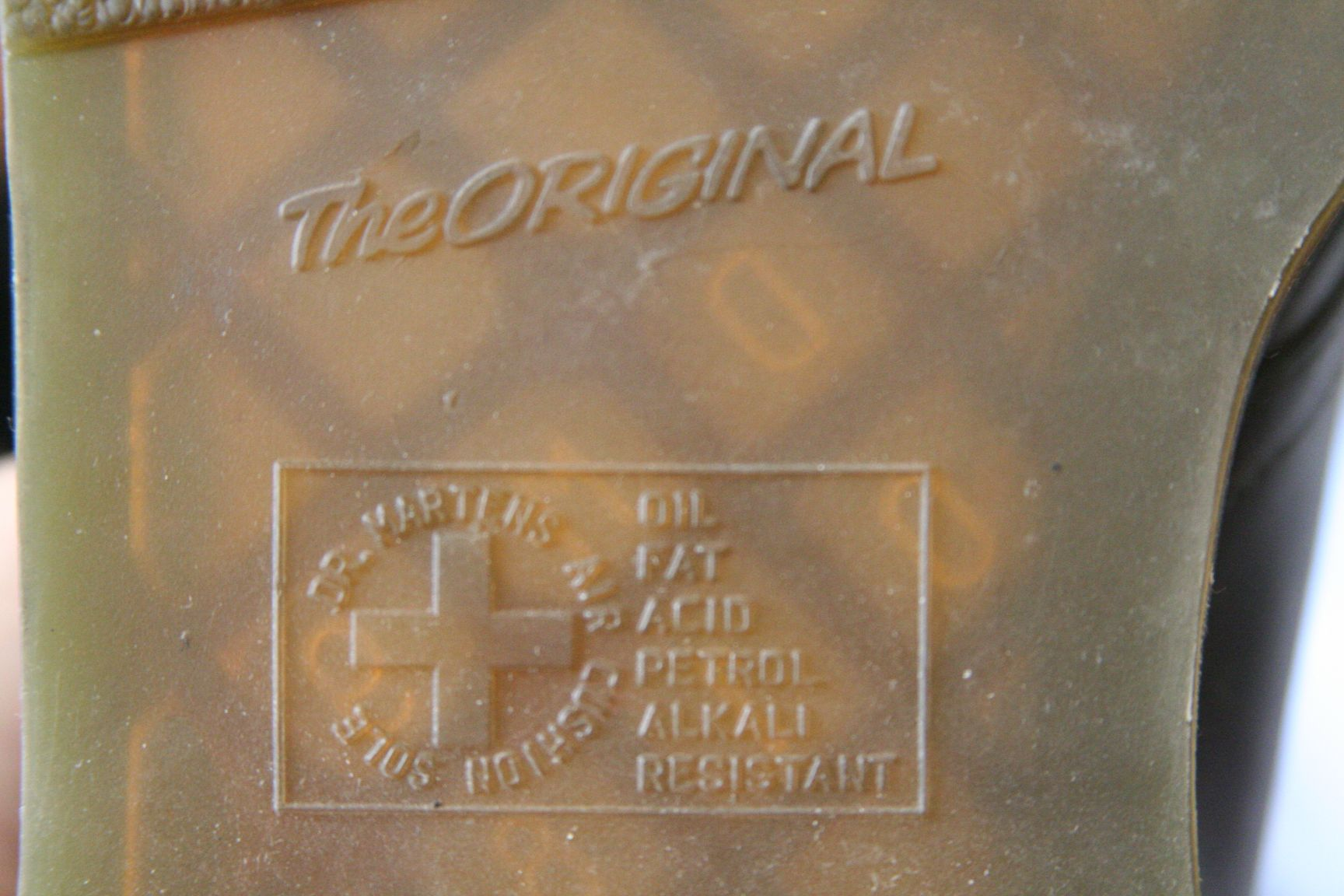
Egy 2003 után, Thaiföldön gyártott Dr. Martens talpa
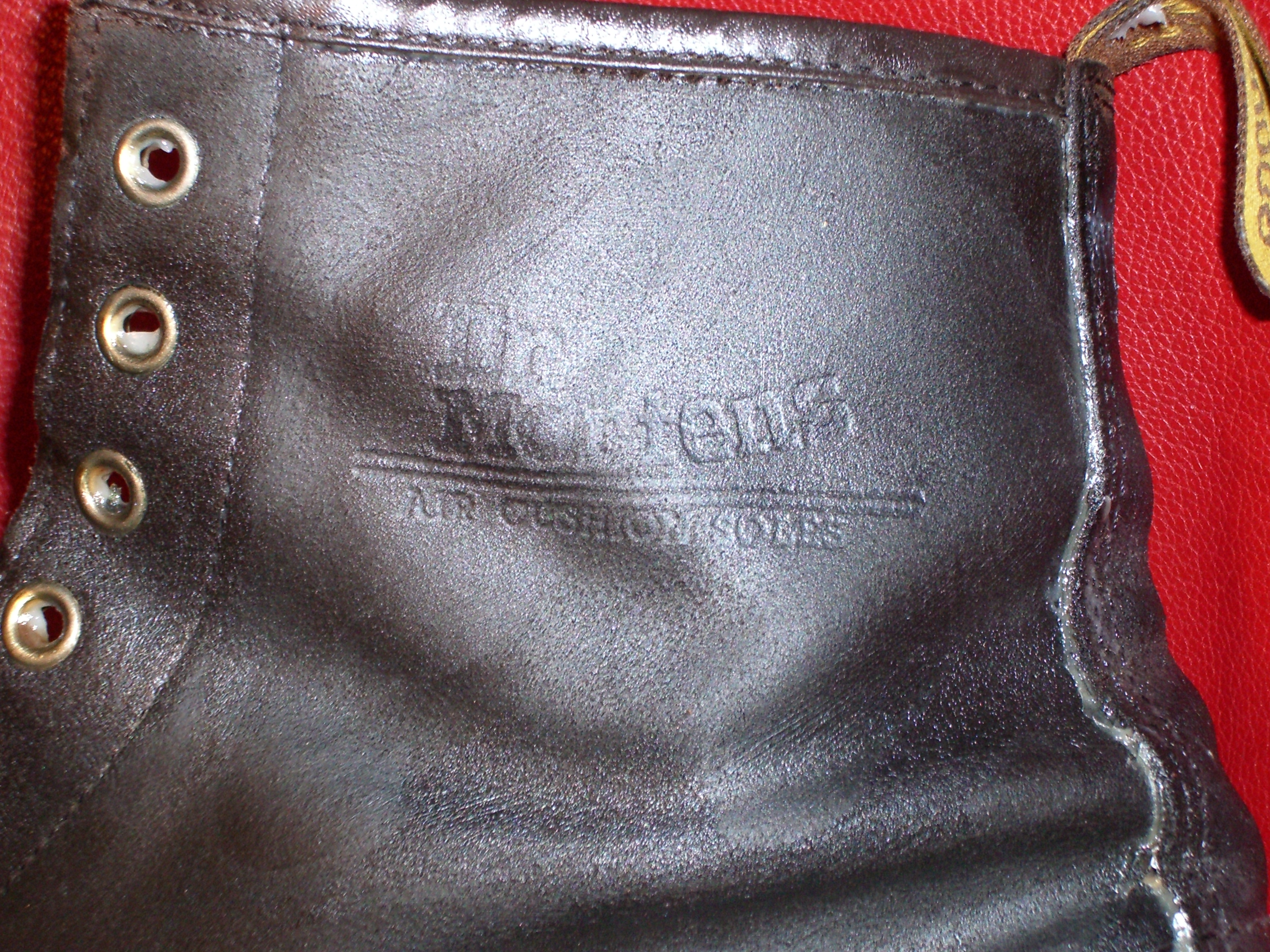
A Dr. Martens logója egy bakancs oldalára nyomva
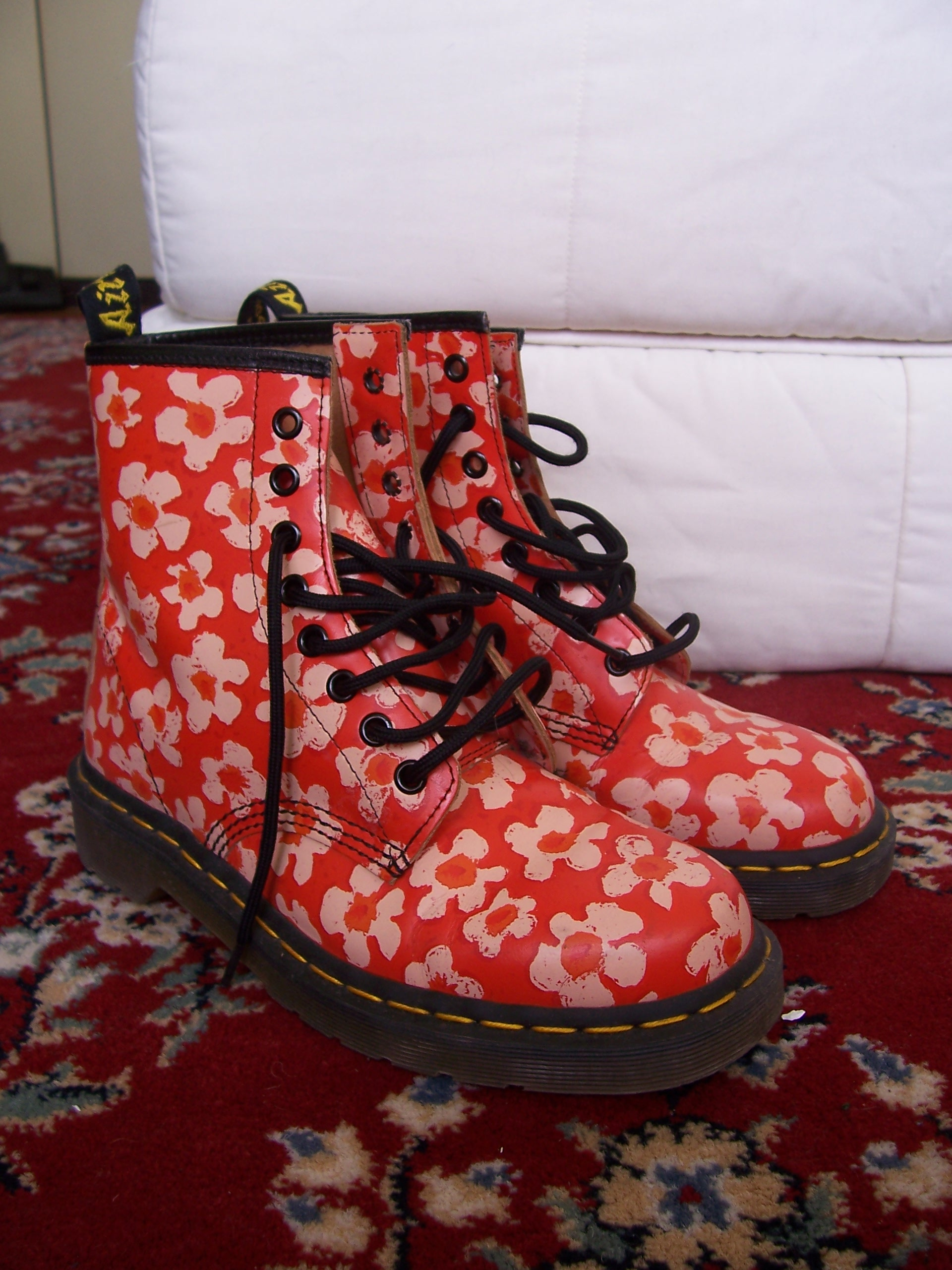
Virágmintás Dr. Martens-bakancs